# Onthophagus baraudi
Onthophagus baraudi är en skalbaggsart som beskrevs av Nicolas 1964. Onthophagus baraudi ingår i släktet Onthophagus och familjen bladhorningar. Inga underarter finns listade i Catalogue of Life.